# Ordre national du Cèdre
L'ordre national du Cèdre (arabe : وسام الأرز الوطني Wisām al-Arz al-Waṭaniy anglais : National Order of the Cedar) est une distinction civile et militaire du Liban créée le 31 décembre 1936. Il comporte cinq grades.

## Histoire
L'ordre a été créé le 31 décembre 1936, mais est régi par le Code libanais des décorations tel qu'énoncé dans le décret-loi 122 du 12 juin 1959. Il est décerné, généralement par le président de la République, pour des « grands services rendus au Liban, pour actes de courage et de dévouement d'une grande valeur morale, comme pendant des années au service de la population ».

## Insigne
La médaille se compose d'une croix à cinq branches en émail blanc doré tranchant avec des cèdres du Liban stylisées vertes et brunes cèdres du Liban en émail avec entre les branches de la croix des cèdres du Liban sur des couronnes de laurier vertes, le visage avec un médaillon central rouge émail inscrite en arabe « لبنان  » (Liban) dans un anneau doré inscrit. Le revers comporte un médaillon central circulaire doré en émail rouge et blanc portant le drapeau national de la république du Liban dans un anneau doré inscrit. Il a un diamètre de 20 mm.

## Dignités et grades
L'ordre national du Cèdre est composé de cinq grades. Ils se trouvent ci-dessous, triés du plus bas au plus haut.
| Grades dans l'ordre croissant |          |            |                |              |
| Chevalier                     | Officier | Commandeur | Grand officier | Grand cordon |

## Quelques récipiendaires étrangers
- Marie Bashir, gouverneur de l'Australie, d'origine libanaise (grand cordon), 2012
- Jacqueline Baudrier, président directrice générale de Radio-France (chevalier) 1990
- Alain Carpentier, chirurgien cardiologue (commandeur)
- Marcel Carton, chef du protocole de l'ambassade de France (officier)
- Laurent Grégoire, ingénieur et président d’associations (officier)
- Christiane Kammermann, sénateur des Français établis hors de France (officier)
- Joseph Pierre Lamek, pédagogue franco-libanais
- Jean-Marie Lustiger, archevêque de Paris (1981–2005), cardinal (grand cordon)
- Pierre Mauroy, Premier ministre français (grand cordon)